# Quinto Pompeio Sosio Falcone
Quinto Pompeio Sosio Falcone (latino: Quintus Pompeius Sosius Falco; Sicilia, prima del 163 – dopo il 193) fu un senatore dell'impero romano, che cospirò contro l'imperatore Pertinace per salire al trono.

## Biografia
Falcone era originario della Sicilia: suo padre, Quinto Pompeio Senecione Sosio Prisco, fu console nel 169, suo nonno era Quinto Pompeo Sosio Prisco (console nel 149), suo bisnonno era Quinto Pompeo Falcone (console suffetto nel 108). 
Assieme alla moglie Sulpicia Agrippina, Falcone ebbe un figlio, Quinto Pompeo Falcone Sosio Prisco, candidato alla questura sotto Caracalla o Eliogabalo.
Nel 193 Falcone fu console. Nello stesso anno fu coinvolto in una cospirazione contro l'imperatore Pertinace, che era assente da Roma, volta a metterlo sul trono (non è ben chiaro se a sua insaputa o meno). La cospirazione venne scoperta e Falcone venne dichiarato nemico pubblico dal Senato e condannato a morte, ma Pertinace lo perdonò.

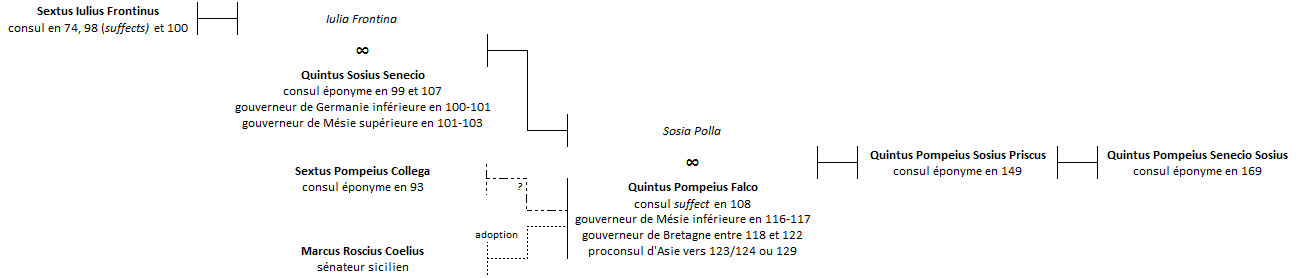
La gens di Pompeo Sosio sotto la dinastia degli Antonini (albero genealogico non esaustivo).